# تینا غروی
تینا غروی (زادهٔ ۱ ژوئیه ۱۹۷۲) یک کارگردان، فیلم‌نامه‌نویس، و تهیه‌کننده اهل ایرانی-آمریکایی است.